# Brani musicali al numero uno in Italia (2020)
La presente lista elenca le canzoni che hanno raggiunto la prima posizione nella classifica settimanale italiana Top Singoli, stilata durante il 2020 dalla Federazione Industria Musicale Italiana, in collaborazione con la GfK Retail and Technology Italia.
| Settimana                                | Brano                           | Artista/i                                      | Totale settimane al numero 1 |
| ---------------------------------------- | ------------------------------- | ---------------------------------------------- | ---------------------------- |
| Settimana 1 (27 dicembre-2 gennaio)      | Blun7 a Swishland               | Thasup                                         | 9                            |
| Settimana 2 (3 gennaio-9 gennaio)        | Blun7 a Swishland               | Thasup                                         | 9                            |
| Settimana 3 (10 gennaio-16 gennaio)      | Blun7 a Swishland               | Thasup                                         | 9                            |
| Settimana 4 (17 gennaio-23 gennaio)      | Boogieman                       | Ghali feat. Salmo                              | 1                            |
| Settimana 5 (24 gennaio-30 gennaio)      | Calmo                           | Shiva & Thasup                                 | 1                            |
| Settimana 6 (31 gennaio-6 febbraio)      | Chance                          | Shiva feat. Capo Plaza                         | 1                            |
| Settimana 7 (7 febbraio-13 febbraio)     | Fai rumore                      | Diodato                                        | 2                            |
| Settimana 8 (14 febbraio-20 febbraio)    | Fai rumore                      | Diodato                                        | 2                            |
| Settimana 9 (21 febbraio-27 febbraio)    | Good Times                      | Ghali                                          | 2                            |
| Settimana 10 (28 febbraio-5 marzo)       | Bando                           | Anna                                           | 4                            |
| Settimana 11 (6 marzo-12 marzo)          | Bando                           | Anna                                           | 4                            |
| Settimana 12 (13 marzo-19 marzo)         | Bando                           | Anna                                           | 4                            |
| Settimana 13 (20 marzo-26 marzo)         | Blinding Lights                 | The Weeknd                                     | 1                            |
| Settimana 14 (27 marzo-2 aprile)         | Auto blu                        | Shiva feat. Eiffel 65                          | 3                            |
| Settimana 15 (3 aprile-9 aprile)         | Auto blu                        | Shiva feat. Eiffel 65                          | 3                            |
| Settimana 16 (10 aprile-16 aprile)       | Le feste di Pablo               | Cara & Fedez                                   | 1                            |
| Settimana 17 (17 aprile-23 aprile)       | Auto blu                        | Shiva feat. Eiffel 65                          | 3                            |
| Settimana 18 (24 aprile-30 aprile)       | Bando (Remix)                   | Anna feat. Gemitaiz e MadMan                   | 4                            |
| Settimana 19 (1º maggio-7 maggio)        | Good Times                      | Ghali                                          | 2                            |
| Settimana 20 (8 maggio-14 maggio)        | Pussy                           | Dark Polo Gang e Tony Effe feat. Lazza e Salmo | 1                            |
| Settimana 21 (15 maggio-21 maggio)       | Spigoli                         | Carl Brave, Mara Sattei e Thasup               | 1                            |
| Settimana 22 (22 maggio-28 maggio)       | Mediterranea                    | Irama                                          | 4                            |
| Settimana 23 (29 maggio-4 giugno)        | Mediterranea                    | Irama                                          | 4                            |
| Settimana 24 (5 giugno-11 giugno)        | Mediterranea                    | Irama                                          | 4                            |
| Settimana 25 (12 giugno-18 giugno)       | M' manc                         | Shablo, Geolier e Sfera Ebbasta                | 1                            |
| Settimana 26 (19 giugno-25 giugno)       | Mediterranea                    | Irama                                          | 4                            |
| Settimana 27 (26 giugno-2 luglio)        | Karaoke                         | Boomdabash e Alessandra Amoroso                | 4                            |
| Settimana 28 (3 luglio-9 luglio)         | Karaoke                         | Boomdabash e Alessandra Amoroso                | 4                            |
| Settimana 29 (10 luglio-16 luglio)       | Karaoke                         | Boomdabash e Alessandra Amoroso                | 4                            |
| Settimana 30 (17 luglio-23 luglio)       | Karaoke                         | Boomdabash e Alessandra Amoroso                | 4                            |
| Settimana 31 (24 luglio-30 luglio)       | A un passo dalla Luna           | Rocco Hunt e Ana Mena                          | 9                            |
| Settimana 32 (31 luglio-6 agosto)        | A un passo dalla Luna           | Rocco Hunt e Ana Mena                          | 9                            |
| Settimana 33 (7 agosto-13 agosto)        | A un passo dalla Luna           | Rocco Hunt e Ana Mena                          | 9                            |
| Settimana 34 (14 agosto-20 agosto)       | A un passo dalla Luna           | Rocco Hunt e Ana Mena                          | 9                            |
| Settimana 35 (21 agosto-27 agosto)       | A un passo dalla Luna           | Rocco Hunt e Ana Mena                          | 9                            |
| Settimana 36 (28 agosto-3 settembre)     | A un passo dalla Luna           | Rocco Hunt e Ana Mena                          | 9                            |
| Settimana 37 (4 settembre-10 settembre)  | A un passo dalla Luna           | Rocco Hunt e Ana Mena                          | 9                            |
| Settimana 38 (11 settembre-17 settembre) | A un passo dalla Luna           | Rocco Hunt e Ana Mena                          | 9                            |
| Settimana 39 (18 settembre-24 settembre) | A un passo dalla Luna           | Rocco Hunt e Ana Mena                          | 9                            |
| Settimana 40 (25 settembre-1º ottobre)   | Superclassico                   | Ernia                                          | 3                            |
| Settimana 41 (2 ottobre-8 ottobre)       | Altalene                        | Slait e Thasup feat. Mara Sattei e Coez        | 1                            |
| Settimana 42 (9 ottobre-15 ottobre)      | Superclassico                   | Ernia                                          | 3                            |
| Settimana 43 (16 ottobre-22 ottobre)     | Superclassico                   | Ernia                                          | 3                            |
| Settimana 44 (23 ottobre-29 ottobre)     | Bottiglie privè                 | Sfera Ebbasta                                  | 4                            |
| Settimana 45 (30 ottobre-5 novembre)     | Bottiglie privè                 | Sfera Ebbasta                                  | 4                            |
| Settimana 46 (6 novembre-12 novembre)    | Bottiglie privè                 | Sfera Ebbasta                                  | 4                            |
| Settimana 47 (13 novembre-19 novembre)   | Bottiglie privè                 | Sfera Ebbasta                                  | 4                            |
| Settimana 48 (20 novembre-26 novembre)   | Baby                            | Sfera Ebbasta feat. J Balvin                   | 3                            |
| Settimana 49 (27 novembre-3 dicembre)    | Baby                            | Sfera Ebbasta feat. J Balvin                   | 3                            |
| Settimana 50 (4 dicembre-10 dicembre)    | All I Want for Christmas Is You | Mariah Carey                                   | 7                            |
| Settimana 51 (11 dicembre-17 dicembre)   | Baby                            | Sfera Ebbasta feat. J Balvin                   | 3                            |
| Settimana 52 (18 dicembre-24 dicembre)   | All I Want for Christmas Is You | Mariah Carey                                   | 7                            |
| Settimana 53 (25 dicembre-31 dicembre)   | All I Want for Christmas Is You | Mariah Carey                                   | 7                            |

## Classifica fine anno
| Brano                 | Artista/i                                    | Certificazione | Fonte |
| --------------------- | -------------------------------------------- | -------------- | ----- |
| Karaoke               | Boomdabash e Alessandra Amoroso              | 6 Platino      | [ 1 ] |
| A un passo dalla Luna | Rocco Hunt e Ana Mena                        | 6 Platino      | [ 1 ] |
| Mediterranea          | Irama                                        | 5 Platino      | [ 1 ] |
| Superclassico         | Ernia                                        | 7 Platino      | [ 1 ] |
| Good Times            | Ghali                                        | 4 Platino      | [ 1 ] |
| M' manc               | Shablo, Geolier e Sfera Ebbasta              | 6 Platino      | [ 1 ] |
| Hypnotized            | Purple Disco Machine e Sophie and the Giants | 5 Platino      | [ 1 ] |
| Blinding Lights       | The Weeknd                                   | 6 Platino      | [ 1 ] |
| Roses                 | Saint Jhn                                    | 4 Platino      | [ 1 ] |
| Chico                 | Guè, Rose Villain e Luchè                    | 4 Platino      | [ 1 ] |